# ويزو (ممثلة)
دينا محسن المشهورة بالإسم الفني ويزو (20 ابريل 1991-)، ممثلة مصرية.

## حياتها
تخرجت من كلية التربية بجامعة عين شمس، وبدأت التمثيل من خلال المسرح في مسرحيات (صالون مدام إيمان) و(بلوتيكا)، لكنها نالت شهرة كبرى عندما عملت مع الفنان أشرف عبد الباقي في سلسلة عروض (تياترو مصر) المسرحية، وهو ما أهلها للعمل فيما بعد في السينما من خلال أفلام (جيران السعد، جوازة ميري).

## حياتها الخاصة
تزوجت من شريف حسني عام 2017، في حفل زفاف ضخم حضره عدد كبير من الفنانين، رُزق الزوجان بمولودهما الأول «إسماعيل» في مارس 2019.

## أعمالها

### من المسلسلات
- الدخول في الممنوع 2015
- إحنا صغيرين أوي يا ماندو 2015
- الكبير أوي 5 2015 (ضيفة شرف)
- كابتن أنوش 2017
- لمعي القط 2017
- خلصانة بشياكة 2017
- الواد سيد الشحات 2019
- رجالة البيت 2020
- سكر زيادة 2020
- سبع البرمبة 2020

### من الأفلام
- جوازة ميري 2014
- جيران السعد 2014
- أيام صعبة 2009
- عائلة بسطويسى 2011
- عسل أبيض 2016
- فص ملح وداخ 2016
- كلب بلدي 2016
- جحيم في الهند 2016

### المسرحيات
- تياترو مصر 2013 -2014-2015
- صالون مدام إيمان
- مسرح مصر 2016-2017-2018
- السندباد 2024

## روابط خارجية
- دينا محسن على موقع IMDb (الإنجليزية)
- دينا محسن على موقع الدهليز
- دينا محسن على موقع قاعدة بيانات الأفلام العربية
- دينا محسن على موقع قاعدة بيانات الفيلم (الإنجليزية)